# در لباسی خیره‌کننده (فیلم ۱۹۴۶)
در لباسی خیره‌کننده (به انگلیسی: Dressed to Kill) همچنین شناخته شده با اسامی مقدمه قتل (به انگلیسی: Prelude to Murder) و شرلوک هولمز و کد سری (به انگلیسی: Sherlock Holmes and the Secret Code) نام چهاردهمین و آخرین فیلم از مجموعه فیلم‌های شرلوک هولمز با بازی نایجل بروس و بازیل رتبون است. این فیلم با اقتباس از آثار و کارهای نویسنده بزرگ اسکاتلندی‌تبار، سر آرتور کانن دویل ساخته شده‌است. در لباسی خیره‌کننده در سال ۱۹۴۶ توسط روی ویلیام نیل در ژانر کاراگاهی-جنایی کارگردانی و تهیه شد و بازیل رتبون در آن در نقش شرلوک هولمز و نایجل بروس در نقش دکتر واتسون ایفای نقش کردند.

## خلاصهٔ داستان
شرلوک هولمز در پی کشف این مسئله است که چرا یک گروه سه نفرهٔ جانی بی‌رحم، از جمله یک زن جذاب خطرناک، برای به دست آوردن سه جعبهٔ موسیقی کوچک معمولی و ارزان، جان خود را به خطر می‌اندازند.